# Cyanopepla beata
Cyanopepla beata là một loài bướm đêm thuộc phân họ Arctiinae, họ Erebidae.